# Hiromu Mitsumaru
Hiromu Mitsumaru (三丸 拡 Mitsumaru Hiromu?), född 6 juli 1993 i Tochigi prefektur, är en japansk fotbollsspelare.
Mitsumaru började sin karriär 2016 i Sagan Tosu. Han spelade 44 ligamatcher för klubben. 2020 flyttade han till Kashiwa Reysol.